# Enzo Daniel Ruiz
Enzo Daniel Ruiz Eizaga (Mercedes, Soriano, Uruguay, 31 de agosto de 1988) es un futbolista uruguayo. Juega de lateral por izquierda.

## Trayectoria
Su primer club fue el Peñarol de Montevideo donde realizó las divisiones formativas. De la mano del técnico uruguayo Gregorio Elso Pérez debutó en primera división en el año 2007. Tras obtener un subcampeonato ese año con el equipo sub-17 de peñarol, Gustavo Ferrín le convocó para la preselección uruguaya sub-20 para la Copa Mundial Sub-20 de ese año.

## Selección nacional juvenil
Ha sido convocado por  el técnico Gustavo Ferrin en varias oportunidades para la Selección Sub-20 uruguaya  llegando a estar en la lista de convocados para mundial de la categoría en 2007. 

### Participaciones en la Copa del Mundo
| Mundial                               | Sede   | Resultado        |
| ------------------------------------- | ------ | ---------------- |
| Copa Mundial de Fútbol Sub-20 de 2007 | Canadá | Octavos de final |

## Clubes
| Club                 | País    | Año       |
| -------------------- | ------- | --------- |
| Peñarol              | Uruguay | 2007-2008 |
| Grasshopers          | Suiza   | 2008-2009 |
| Grasshopers          | Suiza   | 2009-2011 |
| Bellinzona           | Suiza   | 2011-2012 |
| Lucerna              | Suiza   | 2012      |
| Bellinzona           | Suiza   | 2013      |
| Racing de Montevideo | Uruguay | 2013      |
| Deportes Concepción  | Chile   | 2014-2015 |
| Villa Española       | Uruguay | 2016      |
| San Marcos de Arica  | Chile   | 2017      |
| Deportes La Serena   | Chile   | 2018-2020 |
| Rangers              | Chile   | 2020      |
| Lautaro de Buin      | Chile   | 2021      |
| Deportes Iquique     | Chile   | 2021      |
| Deportes Melipilla   | Chile   | 2022      |